# Ariadna woinarskii
Espèce
Ariadna woinarskii est une espèce d'araignées aranéomorphes de la famille des Segestriidae.

## Distribution
Cette espèce est endémique d'Australie-Méridionale. Elle se rencontre sur l'île Kangourou, vers Victor Harbor, le parc national Lincoln et Head of the Bight (en).

## Description
Le mâle holotype mesure 5,1 mm et la femelle paratype 6,9 mm.

## Systématique et taxinomie
Cette espèce a été décrite par Marsh, Stevens, Bradford et Framenau en 2022.

## Étymologie
Cette espèce est nommée en l'honneur de John Casimir Zichy Woinarski.

## Publication originale
- Marsh, Stevens, Bradford & Framenau, 2022 : « The tube-web spiders of the genus Ariadna (Araneae: Segestriidae) from South Australia and Victoria. » Taxonomy, vol. 2, p. 370-461 (texte intégral).